# Sebastián Yatra/Auszeichnungen für Musikverkäufe

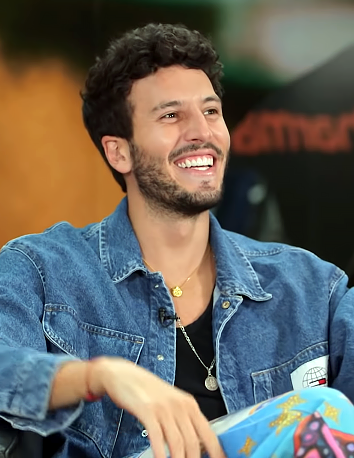
Sebastián Yatra (2022)

Dies ist eine Übersicht über die Auszeichnungen für Musikverkäufe des kolumbianischen Sängers und Songwriters Sebastián Yatra. Die Auszeichnungen finden sich nach ihrer Art (Gold, Platin usw.), nach Staaten getrennt in chronologischer Reihenfolge, geordnet sowie nach den Tonträgern selbst, ebenfalls in chronologischer Reihenfolge, getrennt nach Medium (Alben, Singles usw.), wieder.

## Auszeichnungen
| - Argentinien - 2017: für die Single Devuélveme el corazón - 2020: für die Single Locura - 2021: für die Single No bailes sola - 2022: für das Album Dharma - Brasilien - 2019: für die Single Ya no tiene novio - 2024: für die Single Pareja del año - 2024: für die Single Por fin te encontré - 2024: für die Single A partir de hoy - 2024: für die Single Chica ideal - 2024: für die Single Dos Oruguitas - 2025: für die Single Vagabundo - Chile - 2017: für die Single Alguien robó - 2017: für die Single Suena el dembow - 2018: für die Single Ya no tiene novio - 2018: für die Single Robarte un beso - 2018: für die Single A partir de hoy - 2019: für die Single Un año - 2019: für die Single Date la vuelta - 2019: für die Single Runaway - 2020: für die Single No bailes sola - 2021: für die Single Pareja del año - Ecuador - 2017: für die Single Devuélveme el corazón - 2022: für die Single A dónde van - 2022: für die Single Adiós - Italien - 2017: für die Single Por fin te encontré - 2018: für die Single Robarte un beso - 2019: für die Single LOVE - Kolumbien - 2017: für die Single Sutra - 2020: für die Single Chica ideal - Mexiko - 2017: für die Single Sutra - 2019: für die Single No hay nadie más - 2019: für die Single Bonita - 2021: für die Single Magia - 2022: für die Single A dónde van - 2022: für die Single Tacones rojos - 2022: für die Single Corazón sin vida - 2022: für die Single A partir de hoy - Peru - 2017: für die Single Devuélveme el corazón - 2020: für die Single Chica ideal - 2021: für die Single Pareja del año - Portugal - 2022: für die Single Robarte un beso - 2022: für die Single No Llores Más - 2023: für die Single Pareja del año - 2023: für die Single My Only One (No hay nadie más) - Spanien - 2023: für die Single Amor pasajero - 2024: für die Single Boomshakalaka - 2024: für die Single Cómo mirarte - 2024: für die Single Devuélveme el corazón - 2024: für die Single Dos Oruguitas - 2024: für die Single En cero - 2024: für die Single Melancólicos anónimos - 2024: für die Single No bailes sola - 2024: für die Single Oye - 2024: für das Lied En guerra - 2024: für das Lied Las dudas - 2024: für das Lied TV - 2024: für die Single Falta amor - Venezuela - 2017: für die EP Yatra - 2019: für die Single Runaway - Vereinigte Staaten - 2019: für die Single Bonita (Latin) - 2020: für die Single Santa Claus Is Comin’ to Town (Latin) - 2020: für die Single Locura (Latin) - Vereinigtes Königreich - 2025: für die Single Dos Oruguitas - Zentralamerika - 2022: für die Single Bajo la mesa | - Argentinien - 2022: für die Single Date la vuelta - Brasilien - 2024: für die Single Runaway - 2024: für die Single Traicionera - 2024: für die Single No hay nadie más - 2024: für die Single Un año - Chile - 2021: für die Single Chica ideal - Ecuador - 2016: für die Single Traicionera - 2017: für die Single Alguien robó - 2018: für das Album Mantra - Italien - 2019: für die Single Traicionera - Kanada - 2022: für die Single Dos Oruguitas - Kolumbien - 2017: für die Single Alguien robó - 2017: für die Single Devuélveme el corazón - Mexiko - 2019: für die Single Vuelve - 2020: für die Single No bailes sola - 2021: für die Single Locura - Peru - 2016: für die Single Traicionera - 2017: für die Single Suena el dembow - 2017: für die Single Alguien robó - 2018: für das Album Mantra - Portugal - 2019: für die Single Por fin te encontré - 2022: für die Single Traicionera - 2023: für die Single Tacones rojos - Spanien - 2018: für die Single Sutra - 2018: für die Single Por perro - 2019: für die Single Ya no tiene novio - 2019: für die Single Date la vuelta - 2020: für die Single TBT - 2023: für das Album Dharma - 2023: für die Single Runaway - 2024: für die Single Bajo la mesa - 2024: für die Single Bonita - 2024: für die Single Contigo - 2024: für die Single Locura - 2024: für die Single Energía Bacana - 2024: für die Single Akureyri - 2025: für die Single 2AM - Venezuela - 2018: für die Single Ya no tiene novio - 2018: für die Single No hay nadie más - 2022: für das Album Dharma - Vereinigte Staaten - 2018: für die Single Sutra (Latin) - 2019: für das Album Fantasía (Latin) - 2019: für die Single En cero (Latin) - 2021: für die Single Falta amor (Latin) - 2021: für die Single No bailes sola (Latin) - 2023: für die Single Dos Oruguitas - 2025: für die Single Una Noche Sin Pensar (Latin) - 2025: für die Single Energía Bacana (Latin) - 2025: für das Album Milagro (Latin) - Zentralamerika - 2017: für die Single Traicionera - 2017: für die Single Alguien robó - 2019: für die Single Ya no tiene novio - 2022: für das Album Dharma - 2022: für die Single Runaway - 2022: für die Single TBT - 2022: für die Single Tacones rojos - Mexiko - 2022: für die Single Pareja del año - Argentinien - 2017: für die Single Traicionera - 2017: für die Single Alguien robó - Chile - 2017: für die Single Traicionera - Ecuador - 2018: für die Single No hay nadie más - Kolumbien - 2016: für die Single Traicionera - 2019: für das Album Fantasía - Mexiko - 2017: für die Single Alguien robó - 2020: für die Single Un año - 2022: für die Single Runaway - 2022: für die Single Bajo la mesa - Peru - 2018: für die Single No hay nadie más - Spanien - 2017: für die Single Alguien robó - 2019: für die Single Déjate querer - 2023: für die Single Corazón sin vida - 2024: für die Single Cristina - 2024: für die Single No hay nadie más - 2024: für die Single Vuelve - 2024: für das Lied Dharma - 2025: für die Single Una Noche Sin Pensar - Vereinigte Staaten - 2017: für die Single Alguien robó (Latin) - 2018: für das Album Mantra (Latin) - 2020: für die Single A partir de hoy (Latin) - Zentralamerika - 2019: für das Album Fantasía - 2019: für die Single Cristina | - Mexiko - 2018: für die Single Suena el dembow - 2020: für die Single Cristina - 2021: für die Single Alguien robó - 2022: für das Album Mantra - Brasilien - 2024: für die Single No Llores Más - Ecuador - 2017: für die EP Yatra - 2022: für die Single Runaway - Kolumbien - 2019: für die Single Runaway - Mexiko - 2022: für das Album Fantasía - 2022: für die Single TBT - Peru - 2019: für die Single Runaway - Spanien - 2019: für die Single Suena el dembow - 2021: für die Single Chica ideal - Vereinigte Staaten - 2022: für die Single TBT (Latin) - Zentralamerika - 2021: für die Single Chica ideal - 2022: für die Single Pareja del año - 2025: für die Single Vagabundo - Mexiko - 2020: für die Single Traicionera - Argentinien - 2018: für das Album Mantra - Ecuador - 2022: für die Single TBT - Kolumbien - 2017: für die EP Yatra - 2018: für das Album Mantra - Mexiko - 2019: für die Single Por perro - Peru - 2018: für die Single Ya no tiene novio - Spanien - 2016: für die Single Por fin te encontré - 2024: für die Single Robarte un beso - 2024: für die Single Un año - 2024: für die Single A partir de hoy - Vereinigte Staaten - 2019: für die Single Por perro (Latin) - 2019: für die Single Un año (Latin) - 2020: für die Single Chica ideal (Latin) - Mexiko - 2023: für das Album Dharma - 2023: für die Single Robarte un beso - Spanien - 2017: für die Single Traicionera - Uruguay - 2021: für die Single Chica ideal - Vereinigte Staaten - 2019: für die Single Por fin te encontré (Latin) - 2023: für das Album Dharma (Latin) - Vereinigte Staaten - 2022: für die Single Runaway (Latin) - Ecuador - 2018: für die Single Ya no tiene novio - Kolumbien - 2018: für die Single Ya no tiene novio - Spanien - 2024: für die Single Pareja del año - Vereinigte Staaten - 2022: für die Single Pareja del año (Latin) - 2025: für die Single Vagabundo (Latin) - Ecuador - 2022: für die Single Tacones rojos - Spanien - 2025: für die Single Vagabundo - Spanien - 2024: für die Single Tacones rojos - Vereinigte Staaten - 2024: für die Single Tacones rojos (Latin) - Chile - 2019: für das Album Mantra - Chile - 2022: für das Album Dharma - Brasilien - 2024: für die Single My Only One (No hay nadie más) - Ecuador - 2022: für die Single Chica ideal - 2022: für die Single Pareja del año - Mexiko - 2019: für die Single No hay nadie más - 2020: für die Single Un año - 2021: für die Single Alguien robó - 2021: für die Single Chica ideal - 2022: für das Album Mantra - 2022: für die Single Runaway - 2022: für die Single Pareja del año - 2022: für die Single A partir de hoy - 2023: für die Single Robarte un beso - Vereinigte Staaten - 2019: für die Single Traicionera (Latin) - Zentralamerika - 2019: für das Album Mantra - Kolumbien - 2021: für die Single Pareja del año - 2022: für das Album Dharma - Mexiko - 2019: für die Single Ya no tiene novio - 2020: für die Single Traicionera - Peru - 2022: für das Album Dharma - Vereinigte Staaten - 2024: für die Single Robarte un beso (Latin) - Zentralamerika - 2022: für das Album Dharma - Ecuador - 2022: für das Album Dharma |

## Auszeichnungen nach Alben

### Yatra
| Land/Region         | Auszeichnungen für Musikverkäufe (Land/Region, Auszeichnung, Verkäufe) | Verkäufe |
| ------------------- | ---------------------------------------------------------------------- | -------- |
| Ecuador (SOPROFON)  | 3× Platin                                                              | 18.000   |
| Kolumbien (ASINCOL) | 4× Platin                                                              | 80.000   |
| Venezuela (APFV)    | Gold                                                                   | 5.000    |
| Insgesamt           | 1× Gold · 7× Platin ·                                                  | 103.000  |

### Mantra
| Land/Region               | Auszeichnungen für Musikverkäufe (Land/Region, Auszeichnung, Verkäufe) | Verkäufe  |
| ------------------------- | ---------------------------------------------------------------------- | --------- |
| Argentinien (CAPIF)       | 4× Platin                                                              | 80.000    |
| Chile (IFPI)              | 20× Platin                                                             | 200.000   |
| Ecuador (SOPROFON)        | Platin                                                                 | 6.000     |
| Kolumbien (ASINCOL)       | 4× Platin                                                              | 80.000    |
| Mexiko (AMPROFON)         | Diamant · + 5× Gold                                                    | 450.000   |
| Peru (UNIMPRO)            | Platin                                                                 | 6.000     |
| Vereinigte Staaten (RIAA) | 2× Platin                                                              | 120.000   |
| Zentralamerika (CFC)      | Diamant                                                                | 350.000   |
| Insgesamt                 | 1× Gold · 34× Platin · 1× Diamant ·                                    | 1.292.000 |

### Fantasía
| Land/Region               | Auszeichnungen für Musikverkäufe (Land/Region, Auszeichnung, Verkäufe) | Verkäufe |
| ------------------------- | ---------------------------------------------------------------------- | -------- |
| Kolumbien (ASINCOL)       | 2× Platin                                                              | 40.000   |
| Mexiko (AMPROFON)         | 3× Platin                                                              | 180.000  |
| Vereinigte Staaten (RIAA) | Platin                                                                 | 60.000   |
| Zentralamerika (CFC)      | 2× Platin                                                              | 20.000   |
| Insgesamt                 | 8× Platin ·                                                            | 300.000  |

### Dharma
| Land/Region               | Auszeichnungen für Musikverkäufe (Land/Region, Auszeichnung, Verkäufe) | Verkäufe  |
| ------------------------- | ---------------------------------------------------------------------- | --------- |
| Argentinien (CAPIF)       | Gold                                                                   | 10.000    |
| Chile (IFPI)              | 37× Platin                                                             | 370.000   |
| Ecuador (SOPROFON)        | 4× Diamant                                                             | 240.000   |
| Kolumbien (ASINCOL)       | 2× Diamant                                                             | 400.000   |
| Mexiko (AMPROFON)         | 9× Gold                                                                | 630.000   |
| Peru (UNIMPRO)            | 2× Diamant                                                             | 120.000   |
| Spanien (Promusicae)      | Platin                                                                 | 40.000    |
| Venezuela (APFV)          | Platin                                                                 | 10.000    |
| Vereinigte Staaten (RIAA) | 5× Platin                                                              | 300.000   |
| Zentralamerika (CFC)      | 3× Diamant                                                             | 300.000   |
| Insgesamt                 | 2× Gold · 50× Platin · 9× Diamant ·                                    | 2.420.000 |

### Milagro
| Land/Region               | Auszeichnungen für Musikverkäufe (Land/Region, Auszeichnung, Verkäufe) | Verkäufe |
| ------------------------- | ---------------------------------------------------------------------- | -------- |
| Vereinigte Staaten (RIAA) | Platin                                                                 | 60.000   |
| Insgesamt                 | 1× Platin ·                                                            | 60.000   |

## Auszeichnungen nach Singles

### Por fin te encontré
| Land/Region               | Auszeichnungen für Musikverkäufe (Land/Region, Auszeichnung, Verkäufe) | Verkäufe |
| ------------------------- | ---------------------------------------------------------------------- | -------- |
| Brasilien (PMB)           | Gold                                                                   | 30.000   |
| Italien (FIMI)            | Gold                                                                   | 25.000   |
| Portugal (AFP)            | Platin                                                                 | 10.000   |
| Spanien (Promusicae)      | 4× Platin                                                              | 160.000  |
| Vereinigte Staaten (RIAA) | 5× Platin                                                              | 300.000  |
| Insgesamt                 | 2× Gold · 10× Platin ·                                                 | 525.000  |

### Cómo mirarte
| Land/Region          | Auszeichnungen für Musikverkäufe (Land/Region, Auszeichnung, Verkäufe) | Verkäufe |
| -------------------- | ---------------------------------------------------------------------- | -------- |
| Spanien (Promusicae) | Gold                                                                   | 30.000   |
| Insgesamt            | 1× Gold ·                                                              | 30.000   |

### Traicionera
| Land/Region               | Auszeichnungen für Musikverkäufe (Land/Region, Auszeichnung, Verkäufe) | Verkäufe  |
| ------------------------- | ---------------------------------------------------------------------- | --------- |
| Argentinien (CAPIF)       | 2× Platin                                                              | 40.000    |
| Brasilien (PMB)           | Platin                                                                 | 40.000    |
| Chile (IFPI)              | 2× Platin                                                              | 160.000   |
| Ecuador (SOPROFON)        | Platin                                                                 | 6.000     |
| Italien (FIMI)            | Platin                                                                 | 50.000    |
| Kolumbien (ASINCOL)       | 2× Platin                                                              | 40.000    |
| Mexiko (AMPROFON)         | 2× Diamant · + 7× Gold                                                 | 810.000   |
| Peru (UNIMPRO)            | Platin                                                                 | 6.000     |
| Portugal (AFP)            | Platin                                                                 | 10.000    |
| Spanien (Promusicae)      | 5× Platin                                                              | 200.000   |
| Vereinigte Staaten (RIAA) | Diamant                                                                | 600.000   |
| Zentralamerika (CFC)      | Platin                                                                 | 70.000    |
| Insgesamt                 | 1× Gold · 20× Platin · 3× Diamant ·                                    | 2.032.000 |

### Alguien robó
| Land/Region               | Auszeichnungen für Musikverkäufe (Land/Region, Auszeichnung, Verkäufe) | Verkäufe |
| ------------------------- | ---------------------------------------------------------------------- | -------- |
| Argentinien (CAPIF)       | 2× Platin                                                              | 40.000   |
| Chile (IFPI)              | Gold                                                                   | 40.000   |
| Ecuador (SOPROFON)        | Platin                                                                 | 6.000    |
| Kolumbien (ASINCOL)       | Platin                                                                 | 20.000   |
| Peru (UNIMPRO)            | Platin                                                                 | 6.000    |
| Spanien (Promusicae)      | 2× Platin                                                              | 80.000   |
| Mexiko (AMPROFON)         | 2× Platin                                                              | 120.000  |
| Vereinigte Staaten (RIAA) | 2× Platin                                                              | 120.000  |
| Zentralamerika (CFC)      | Platin                                                                 | 70.000   |
| Insgesamt                 | 1× Gold · 12× Platin ·                                                 | 499.500  |

### Devuélveme el corazón
| Land/Region          | Auszeichnungen für Musikverkäufe (Land/Region, Auszeichnung, Verkäufe) | Verkäufe |
| -------------------- | ---------------------------------------------------------------------- | -------- |
| Argentinien (CAPIF)  | Gold                                                                   | 10.000   |
| Ecuador (SOPROFON)   | Gold                                                                   | 3.000    |
| Kolumbien (ASINCOL)  | Platin                                                                 | 20.000   |
| Peru (UNIMPRO)       | Gold                                                                   | 3.000    |
| Spanien (Promusicae) | Platin                                                                 | 30.000   |
| Insgesamt            | 3× Gold · 2× Platin ·                                                  | 66.000   |

### Robarte un beso
| Land/Region               | Auszeichnungen für Musikverkäufe (Land/Region, Auszeichnung, Verkäufe) | Verkäufe  |
| ------------------------- | ---------------------------------------------------------------------- | --------- |
| Chile (IFPI)              | Gold                                                                   | 60.000    |
| Italien (FIMI)            | Gold                                                                   | 25.000    |
| Mexiko (AMPROFON)         | Diamant · + 9× Platin                                                  | 570.000   |
| Portugal (AFP)            | Gold                                                                   | 5.000     |
| Spanien (Promusicae)      | 4× Platin                                                              | 240.000   |
| Vereinigte Staaten (RIAA) | 3× Diamant                                                             | 1.800.000 |
| Insgesamt                 | 4× Gold · 8× Platin · 4× Diamant ·                                     | 2.250.000 |

### Suena el dembow
| Land/Region          | Auszeichnungen für Musikverkäufe (Land/Region, Auszeichnung, Verkäufe) | Verkäufe |
| -------------------- | ---------------------------------------------------------------------- | -------- |
| Chile (IFPI)         | Gold                                                                   | 40.000   |
| Mexiko (AMPROFON)    | 5× Gold                                                                | 150.000  |
| Peru (UNIMPRO)       | Platin                                                                 | 6.000    |
| Spanien (Promusicae) | 3× Platin                                                              | 120.000  |
| Insgesamt            | 2× Gold · 6× Platin ·                                                  | 318.000  |

### Sutra
| Land/Region               | Auszeichnungen für Musikverkäufe (Land/Region, Auszeichnung, Verkäufe) | Verkäufe |
| ------------------------- | ---------------------------------------------------------------------- | -------- |
| Kolumbien (ASINCOL)       | Gold                                                                   | 10.000   |
| Mexiko (AMPROFON)         | Gold                                                                   | 30.000   |
| Spanien (Promusicae)      | Platin                                                                 | 40.000   |
| Vereinigte Staaten (RIAA) | Platin                                                                 | 60.000   |
| Insgesamt                 | 2× Gold · 2× Platin ·                                                  | 140.000  |

### No hay nadie más
| Land/Region          | Auszeichnungen für Musikverkäufe (Land/Region, Auszeichnung, Verkäufe) | Verkäufe |
| -------------------- | ---------------------------------------------------------------------- | -------- |
| Brasilien (PMB)      | Platin                                                                 | 40.000   |
| Ecuador (SOPROFON)   | 2× Platin                                                              | 12.000   |
| Mexiko (AMPROFON)    | Diamant · + Gold                                                       | 330.000  |
| Peru (UNIMPRO)       | 2× Platin                                                              | 12.000   |
| Spanien (Promusicae) | 2× Platin                                                              | 120.000  |
| Venezuela (APFV)     | Platin                                                                 | 10.000   |
| Insgesamt            | 1× Gold · 8× Platin · 1× Diamant ·                                     | 524.000  |

### A partir de hoy
| Land/Region               | Auszeichnungen für Musikverkäufe (Land/Region, Auszeichnung, Verkäufe) | Verkäufe |
| ------------------------- | ---------------------------------------------------------------------- | -------- |
| Brasilien (PMB)           | Gold                                                                   | 20.000   |
| Chile (IFPI)              | Gold                                                                   | 60.000   |
| Mexiko (AMPROFON)         | Diamant · + Gold                                                       | 330.000  |
| Spanien (Promusicae)      | 4× Platin                                                              | 240.000  |
| Vereinigte Staaten (RIAA) | 2× Platin                                                              | 120.000  |
| Insgesamt                 | 3× Gold · 6× Platin · 1× Diamant ·                                     | 770.000  |

### Por perro
| Land/Region               | Auszeichnungen für Musikverkäufe (Land/Region, Auszeichnung, Verkäufe) | Verkäufe |
| ------------------------- | ---------------------------------------------------------------------- | -------- |
| Mexiko (AMPROFON)         | 4× Platin                                                              | 240.000  |
| Spanien (Promusicae)      | Platin                                                                 | 40.000   |
| Vereinigte Staaten (RIAA) | 4× Platin                                                              | 240.000  |
| Insgesamt                 | 9× Platin ·                                                            | 520.000  |

### My Only One (No hay nadie más)
| Land/Region     | Auszeichnungen für Musikverkäufe (Land/Region, Auszeichnung, Verkäufe) | Verkäufe |
| --------------- | ---------------------------------------------------------------------- | -------- |
| Brasilien (PMB) | Diamant                                                                | 160.000  |
| Portugal (AFP)  | Gold                                                                   | 5.000    |
| Insgesamt       | 1× Gold · 1× Diamant ·                                                 | 165.000  |

### Ya no tiene novio
| Land/Region          | Auszeichnungen für Musikverkäufe (Land/Region, Auszeichnung, Verkäufe) | Verkäufe |
| -------------------- | ---------------------------------------------------------------------- | -------- |
| Brasilien (PMB)      | Gold                                                                   | 20.000   |
| Chile (IFPI)         | Gold                                                                   | 60.000   |
| Ecuador (SOPROFON)   | 8× Platin                                                              | 48.000   |
| Kolumbien (ASINCOL)  | 8× Platin                                                              | 80.000   |
| Mexiko (AMPROFON)    | 2× Diamant                                                             | 600.000  |
| Peru (UNIMPRO)       | 4× Platin                                                              | 24.000   |
| Spanien (Promusicae) | Platin                                                                 | 40.000   |
| Venezuela (APFV)     | Platin                                                                 | 10.000   |
| Zentralamerika (CFC) | Platin                                                                 | 70.000   |
| Insgesamt            | 2× Gold · 23× Platin · 2× Diamant ·                                    | 952.000  |

### Magia
| Land/Region       | Auszeichnungen für Musikverkäufe (Land/Region, Auszeichnung, Verkäufe) | Verkäufe |
| ----------------- | ---------------------------------------------------------------------- | -------- |
| Mexiko (AMPROFON) | Gold                                                                   | 30.000   |
| Insgesamt         | 1× Gold ·                                                              | 30.000   |

### Vuelve
| Land/Region          | Auszeichnungen für Musikverkäufe (Land/Region, Auszeichnung, Verkäufe) | Verkäufe |
| -------------------- | ---------------------------------------------------------------------- | -------- |
| Mexiko (AMPROFON)    | Platin                                                                 | 60.000   |
| Spanien (Promusicae) | 2× Platin                                                              | 120.000  |
| Insgesamt            | 3× Platin ·                                                            | 180.000  |

### Un año
| Land/Region               | Auszeichnungen für Musikverkäufe (Land/Region, Auszeichnung, Verkäufe) | Verkäufe  |
| ------------------------- | ---------------------------------------------------------------------- | --------- |
| Brasilien (PMB)           | Platin                                                                 | 40.000    |
| Chile (IFPI)              | Gold                                                                   | 60.000    |
| Mexiko (AMPROFON)         | Diamant · + 2× Platin                                                  | 420.000   |
| Spanien (Promusicae)      | 4× Platin                                                              | 240.000   |
| Vereinigte Staaten (RIAA) | 4× Platin                                                              | 240.000   |
| Insgesamt                 | 1× Gold · 11× Platin · 1× Diamant ·                                    | 1.000.000 |

### Déjate querer
| Land/Region          | Auszeichnungen für Musikverkäufe (Land/Region, Auszeichnung, Verkäufe) | Verkäufe |
| -------------------- | ---------------------------------------------------------------------- | -------- |
| Spanien (Promusicae) | 2× Platin                                                              | 80.000   |
| Insgesamt            | × Gold · 2× Platin ·                                                   | 80.000   |

### Cristina
| Land/Region          | Auszeichnungen für Musikverkäufe (Land/Region, Auszeichnung, Verkäufe) | Verkäufe |
| -------------------- | ---------------------------------------------------------------------- | -------- |
| Mexiko (AMPROFON)    | 5× Gold                                                                | 150.000  |
| Spanien (Promusicae) | 2× Platin                                                              | 120.000  |
| Zentralamerika (CFC) | 2× Platin                                                              | 140.000  |
| Insgesamt            | 1× Gold · 6× Platin ·                                                  | 410.000  |

### Date la vuelta
| Land/Region          | Auszeichnungen für Musikverkäufe (Land/Region, Auszeichnung, Verkäufe) | Verkäufe |
| -------------------- | ---------------------------------------------------------------------- | -------- |
| Argentinien (CAPIF)  | Platin                                                                 | 20.000   |
| Chile (IFPI)         | Gold                                                                   | 60.000   |
| Spanien (Promusicae) | Platin                                                                 | 40.000   |
| Insgesamt            | 1× Gold · 2× Platin ·                                                  | 120.000  |

### En cero
| Land/Region               | Auszeichnungen für Musikverkäufe (Land/Region, Auszeichnung, Verkäufe) | Verkäufe |
| ------------------------- | ---------------------------------------------------------------------- | -------- |
| Spanien (Promusicae)      | Gold                                                                   | 30.000   |
| Vereinigte Staaten (RIAA) | Platin                                                                 | 60.000   |
| Insgesamt                 | 1× Gold · 1× Platin ·                                                  | 90.000   |

### Runaway
| Land/Region               | Auszeichnungen für Musikverkäufe (Land/Region, Auszeichnung, Verkäufe) | Verkäufe  |
| ------------------------- | ---------------------------------------------------------------------- | --------- |
| Brasilien (PMB)           | Platin                                                                 | 40.000    |
| Chile (IFPI)              | Gold                                                                   | 60.000    |
| Ecuador (SOPROFON)        | 3× Platin                                                              | 18.000    |
| Kolumbien (ASINCOL)       | 3× Platin                                                              | 60.000    |
| Mexiko (AMPROFON)         | Diamant · + 2× Platin                                                  | 420.000   |
| Peru (UNIMPRO)            | 3× Platin                                                              | 18.000    |
| Spanien (Promusicae)      | Platin                                                                 | 60.000    |
| Venezuela (APFV)          | Gold                                                                   | 5.000     |
| Vereinigte Staaten (RIAA) | 7× Platin                                                              | 420.000   |
| Zentralamerika (CFC)      | Platin                                                                 | 70.000    |
| Insgesamt                 | 2× Gold · 21× Platin · 1× Diamant ·                                    | 1.171.000 |

### Oye
| Land/Region          | Auszeichnungen für Musikverkäufe (Land/Region, Auszeichnung, Verkäufe) | Verkäufe |
| -------------------- | ---------------------------------------------------------------------- | -------- |
| Spanien (Promusicae) | Gold                                                                   | 30.000   |
| Insgesamt            | 1× Gold ·                                                              | 30.000   |

### Bonita
| Land/Region               | Auszeichnungen für Musikverkäufe (Land/Region, Auszeichnung, Verkäufe) | Verkäufe |
| ------------------------- | ---------------------------------------------------------------------- | -------- |
| Mexiko (AMPROFON)         | Gold                                                                   | 30.000   |
| Spanien (Promusicae)      | Platin                                                                 | 60.000   |
| Vereinigte Staaten (RIAA) | Gold                                                                   | 30.000   |
| Insgesamt                 | 2× Gold · 1× Platin ·                                                  | 120.000  |

### Santa Claus Is Comin’ to Town
| Land/Region               | Auszeichnungen für Musikverkäufe (Land/Region, Auszeichnung, Verkäufe) | Verkäufe |
| ------------------------- | ---------------------------------------------------------------------- | -------- |
| Vereinigte Staaten (RIAA) | Gold                                                                   | 30.000   |
| Insgesamt                 | 1× Gold ·                                                              | 30.000   |

### Boomshakalaka
| Land/Region          | Auszeichnungen für Musikverkäufe (Land/Region, Auszeichnung, Verkäufe) | Verkäufe |
| -------------------- | ---------------------------------------------------------------------- | -------- |
| Spanien (Promusicae) | Gold                                                                   | 30.000   |
| Insgesamt            | 1× Gold ·                                                              | 30.000   |

### TBT
| Land/Region               | Auszeichnungen für Musikverkäufe (Land/Region, Auszeichnung, Verkäufe) | Verkäufe |
| ------------------------- | ---------------------------------------------------------------------- | -------- |
| Ecuador (SOPROFON)        | 4× Platin                                                              | 24.000   |
| Mexiko (AMPROFON)         | 3× Platin                                                              | 180.000  |
| Spanien (Promusicae)      | Platin                                                                 | 40.000   |
| Vereinigte Staaten (RIAA) | 3× Platin                                                              | 180.000  |
| Zentralamerika (CFC)      | Platin                                                                 | 70.000   |
| Insgesamt                 | 12× Platin ·                                                           | 494.000  |

### Falta amor
| Land/Region               | Auszeichnungen für Musikverkäufe (Land/Region, Auszeichnung, Verkäufe) | Verkäufe |
| ------------------------- | ---------------------------------------------------------------------- | -------- |
| Spanien (Promusicae)      | Gold                                                                   | 30.000   |
| Vereinigte Staaten (RIAA) | Platin                                                                 | 60.000   |
| Insgesamt                 | 1× Gold · 1× Platin ·                                                  | 90.000   |

### No bailes sola
| Land/Region               | Auszeichnungen für Musikverkäufe (Land/Region, Auszeichnung, Verkäufe) | Verkäufe |
| ------------------------- | ---------------------------------------------------------------------- | -------- |
| Argentinien (CAPIF)       | Gold                                                                   | 10.000   |
| Chile (IFPI)              | Gold                                                                   | 90.000   |
| Mexiko (AMPROFON)         | Platin                                                                 | 60.000   |
| Spanien (Promusicae)      | Gold                                                                   | 30.000   |
| Vereinigte Staaten (RIAA) | Platin                                                                 | 60.000   |
| Insgesamt                 | 3× Gold · 2× Platin ·                                                  | 250.000  |

### Locura
| Land/Region               | Auszeichnungen für Musikverkäufe (Land/Region, Auszeichnung, Verkäufe) | Verkäufe |
| ------------------------- | ---------------------------------------------------------------------- | -------- |
| Argentinien (CAPIF)       | Gold                                                                   | 10.000   |
| Mexiko (AMPROFON)         | Platin                                                                 | 60.000   |
| Spanien (Promusicae)      | Platin                                                                 | 60.000   |
| Vereinigte Staaten (RIAA) | Gold                                                                   | 30.000   |
| Insgesamt                 | 2× Gold · 2× Platin ·                                                  | 160.000  |

### Bajo la mesa
| Land/Region          | Auszeichnungen für Musikverkäufe (Land/Region, Auszeichnung, Verkäufe) | Verkäufe |
| -------------------- | ---------------------------------------------------------------------- | -------- |
| Mexiko (AMPROFON)    | 2× Platin                                                              | 120.000  |
| Spanien (Promusicae) | Platin                                                                 | 60.000   |
| Zentralamerika (CFC) | Gold                                                                   | 35.000   |
| Insgesamt            | 1× Gold · 3× Platin ·                                                  | 215.000  |

### A dónde van
| Land/Region               | Auszeichnungen für Musikverkäufe (Land/Region, Auszeichnung, Verkäufe) | Verkäufe |
| ------------------------- | ---------------------------------------------------------------------- | -------- |
| Ecuador (SOPROFON)        | Gold                                                                   | 3.000    |
| Mexiko (AMPROFON)         | Gold                                                                   | 30.000   |
| Vereinigte Staaten (RIAA) | Gold                                                                   | 30.000   |
| Insgesamt                 | 3× Gold ·                                                              | 63.000   |

### Corazón sin vida
| Land/Region          | Auszeichnungen für Musikverkäufe (Land/Region, Auszeichnung, Verkäufe) | Verkäufe |
| -------------------- | ---------------------------------------------------------------------- | -------- |
| Mexiko (AMPROFON)    | Gold                                                                   | 30.000   |
| Spanien (Promusicae) | 2× Platin                                                              | 120.000  |
| Insgesamt            | 1× Gold · 2× Platin ·                                                  | 150.000  |

### Chica ideal
| Land/Region               | Auszeichnungen für Musikverkäufe (Land/Region, Auszeichnung, Verkäufe) | Verkäufe  |
| ------------------------- | ---------------------------------------------------------------------- | --------- |
| Brasilien (PMB)           | Gold                                                                   | 20.000    |
| Chile (IFPI)              | Platin                                                                 | 200.000   |
| Ecuador (SOPROFON)        | Diamant                                                                | 60.000    |
| Kolumbien (ASINCOL)       | Gold                                                                   | 10.000    |
| Mexiko (AMPROFON)         | Diamant                                                                | 300.000   |
| Peru (UNIMPRO)            | Gold                                                                   | 3.000     |
| Spanien (Promusicae)      | 3× Platin                                                              | 120.000   |
| Uruguay (CUD)             | 5× Platin                                                              | 15.000    |
| Vereinigte Staaten (RIAA) | 4× Platin                                                              | 240.000   |
| Zentralamerika (CFC)      | 3× Platin                                                              | 210.000   |
| Insgesamt                 | 3× Gold · 16× Platin · 2× Diamant ·                                    | 1.178.000 |

### Adiós
| Land/Region        | Auszeichnungen für Musikverkäufe (Land/Region, Auszeichnung, Verkäufe) | Verkäufe |
| ------------------ | ---------------------------------------------------------------------- | -------- |
| Ecuador (SOPROFON) | Gold                                                                   | 3.000    |
| Insgesamt          | 1× Gold ·                                                              | 3.000    |

### Pareja del año
| Land/Region               | Auszeichnungen für Musikverkäufe (Land/Region, Auszeichnung, Verkäufe) | Verkäufe  |
| ------------------------- | ---------------------------------------------------------------------- | --------- |
| Brasilien (PMB)           | Gold                                                                   | 20.000    |
| Chile (IFPI)              | Gold                                                                   | 90.000    |
| Ecuador (SOPROFON)        | Diamant                                                                | 60.000    |
| Kolumbien (ASINCOL)       | 2× Diamant                                                             | 400.000   |
| Mexiko (AMPROFON)         | Diamant · + 3× Gold                                                    | 910.000   |
| Peru (UNIMPRO)            | Gold                                                                   | 3.000     |
| Portugal (AFP)            | Gold                                                                   | 5.000     |
| Spanien (Promusicae)      | 8× Platin                                                              | 480.000   |
| Vereinigte Staaten (RIAA) | 8× Platin                                                              | 480.000   |
| Zentralamerika (CFC)      | 3× Platin                                                              | 210.000   |
| Insgesamt                 | 5× Gold · 20× Platin · 4× Diamant ·                                    | 2.658.000 |

### No Llores Más
| Land/Region     | Auszeichnungen für Musikverkäufe (Land/Region, Auszeichnung, Verkäufe) | Verkäufe |
| --------------- | ---------------------------------------------------------------------- | -------- |
| Brasilien (PMB) | 3× Platin                                                              | 240.000  |
| Portugal (AFP)  | Gold                                                                   | 5.000    |
| Insgesamt       | 1× Gold · 3× Platin ·                                                  | 245.000  |

### Tacones rojos
| Land/Region               | Auszeichnungen für Musikverkäufe (Land/Region, Auszeichnung, Verkäufe) | Verkäufe  |
| ------------------------- | ---------------------------------------------------------------------- | --------- |
| Ecuador (SOPROFON)        | 9× Platin                                                              | 54.000    |
| Mexiko (AMPROFON)         | Gold                                                                   | 70.000    |
| Portugal (AFP)            | Platin                                                                 | 10.000    |
| Spanien (Promusicae)      | 10× Platin                                                             | 600.000   |
| Vereinigte Staaten (RIAA) | 12× Platin                                                             | 720.000   |
| Zentralamerika (CFC)      | Platin                                                                 | 70.000    |
| Insgesamt                 | 1× Gold · 23× Platin · 1× Diamant ·                                    | 1.524.000 |

### Dos Oruguitas
| Land/Region                  | Auszeichnungen für Musikverkäufe (Land/Region, Auszeichnung, Verkäufe) | Verkäufe  |
| ---------------------------- | ---------------------------------------------------------------------- | --------- |
| Brasilien (PMB)              | Gold                                                                   | 20.000    |
| Kanada (MC)                  | Platin                                                                 | 80.000    |
| Spanien (Promusicae)         | Gold                                                                   | 30.000    |
| Vereinigte Staaten (RIAA)    | Platin                                                                 | 1.000.000 |
| Vereinigtes Königreich (BPI) | Gold                                                                   | 400.000   |
| Insgesamt                    | 3× Gold · 2× Platin ·                                                  | 1.530.000 |

### Amor pasajero
| Land/Region          | Auszeichnungen für Musikverkäufe (Land/Region, Auszeichnung, Verkäufe) | Verkäufe |
| -------------------- | ---------------------------------------------------------------------- | -------- |
| Spanien (Promusicae) | Gold                                                                   | 30.000   |
| Insgesamt            | 1× Gold ·                                                              | 30.000   |

### Melancólicos anónimos
| Land/Region          | Auszeichnungen für Musikverkäufe (Land/Region, Auszeichnung, Verkäufe) | Verkäufe |
| -------------------- | ---------------------------------------------------------------------- | -------- |
| Spanien (Promusicae) | Gold                                                                   | 30.000   |
| Insgesamt            | 1× Gold ·                                                              | 30.000   |

### Contigo
| Land/Region          | Auszeichnungen für Musikverkäufe (Land/Region, Auszeichnung, Verkäufe) | Verkäufe |
| -------------------- | ---------------------------------------------------------------------- | -------- |
| Spanien (Promusicae) | Platin                                                                 | 60.000   |
| Insgesamt            | 1× Platin ·                                                            | 60.000   |

### Una Noche Sin Pensar
| Land/Region               | Auszeichnungen für Musikverkäufe (Land/Region, Auszeichnung, Verkäufe) | Verkäufe |
| ------------------------- | ---------------------------------------------------------------------- | -------- |
| Spanien (Promusicae)      | 2× Platin                                                              | 120.000  |
| Vereinigte Staaten (RIAA) | Platin                                                                 | 60.000   |
| Insgesamt                 | 3× Platin ·                                                            | 180.000  |

### Vagabundo
| Land/Region               | Auszeichnungen für Musikverkäufe (Land/Region, Auszeichnung, Verkäufe) | Verkäufe  |
| ------------------------- | ---------------------------------------------------------------------- | --------- |
| Brasilien (PMB)           | Gold                                                                   | 20.000    |
| Spanien (Promusicae)      | 9× Platin                                                              | 540.000   |
| Vereinigte Staaten (RIAA) | 8× Platin                                                              | 480.000   |
| Zentralamerika (CFC)      | 3× Platin                                                              | 210.000   |
| Insgesamt                 | 1× Gold · 20× Platin ·                                                 | 1.250.000 |

### Energía Bacana
| Land/Region               | Auszeichnungen für Musikverkäufe (Land/Region, Auszeichnung, Verkäufe) | Verkäufe |
| ------------------------- | ---------------------------------------------------------------------- | -------- |
| Spanien (Promusicae)      | Platin                                                                 | 60.000   |
| Vereinigte Staaten (RIAA) | Platin                                                                 | 60.000   |
| Insgesamt                 | 2× Platin ·                                                            | 120.000  |

### Akureyri
| Land/Region          | Auszeichnungen für Musikverkäufe (Land/Region, Auszeichnung, Verkäufe) | Verkäufe |
| -------------------- | ---------------------------------------------------------------------- | -------- |
| Spanien (Promusicae) | Platin                                                                 | 60.000   |
| Insgesamt            | 1× Platin ·                                                            | 60.000   |

### 2AM
| Land/Region          | Auszeichnungen für Musikverkäufe (Land/Region, Auszeichnung, Verkäufe) | Verkäufe |
| -------------------- | ---------------------------------------------------------------------- | -------- |
| Spanien (Promusicae) | Platin                                                                 | 60.000   |
| Insgesamt            | 1× Platin ·                                                            | 60.000   |

## Auszeichnungen nach Liedern

### En guerra
| Land/Region          | Auszeichnungen für Musikverkäufe (Land/Region, Auszeichnung, Verkäufe) | Verkäufe |
| -------------------- | ---------------------------------------------------------------------- | -------- |
| Spanien (Promusicae) | Gold                                                                   | 30.000   |
| Insgesamt            | 1× Gold ·                                                              | 30.000   |

### Las dudas
| Land/Region          | Auszeichnungen für Musikverkäufe (Land/Region, Auszeichnung, Verkäufe) | Verkäufe |
| -------------------- | ---------------------------------------------------------------------- | -------- |
| Spanien (Promusicae) | Gold                                                                   | 30.000   |
| Insgesamt            | 1× Gold ·                                                              | 30.000   |

### Dharma
| Land/Region          | Auszeichnungen für Musikverkäufe (Land/Region, Auszeichnung, Verkäufe) | Verkäufe |
| -------------------- | ---------------------------------------------------------------------- | -------- |
| Spanien (Promusicae) | 2× Platin                                                              | 120.000  |
| Insgesamt            | 2× Platin ·                                                            | 120.000  |

### TV
| Land/Region          | Auszeichnungen für Musikverkäufe (Land/Region, Auszeichnung, Verkäufe) | Verkäufe |
| -------------------- | ---------------------------------------------------------------------- | -------- |
| Spanien (Promusicae) | Gold                                                                   | 30.000   |
| Insgesamt            | 1× Gold ·                                                              | 30.000   |

## Statistik und Quellen
| Land/RegionAuszeichnungen für Musikverkäufe (Land/Region, Auszeichnungen, Verkäufe, Quellen) | Gold       | Platin         | Diamant       | Verkäufe  | Quellen             |
| -------------------------------------------------------------------------------------------- | ---------- | -------------- | ------------- | --------- | ------------------- |
| Argentinien (CAPIF)                                                                          | 4× Gold4   | 9× Platin9     | —             | 210.000   | Einzelnachweise     |
| Brasilien (PMB)                                                                              | 7× Gold7   | 7× Platin7     | Diamant1      | 710.000   | pro-musicabr.org.br |
| Chile (IFPI)                                                                                 | 10× Gold10 | 60× Platin60   | —             | 1.550.000 | Einzelnachweise     |
| Ecuador (SOPROFON)                                                                           | 3× Gold3   | 32× Platin32   | 6× Diamant6   | 558.000   | Einzelnachweise     |
| Italien (FIMI)                                                                               | 3× Gold3   | Platin1        | —             | 100.000   | fimi.it             |
| Kanada (MC)                                                                                  | —          | Platin1        | —             | 80.000    | musiccanada.com     |
| Kolumbien (ASINCOL)                                                                          | 2× Gold2   | 25× Platin25   | 4× Diamant4   | 1.220.000 | Einzelnachweise     |
| Mexiko (AMPROFON)                                                                            | 15× Gold15 | 39× Platin39   | 12× Diamant12 | 6.400.000 | amprofon.com.mx     |
| Peru (UNIMPRO)                                                                               | 3× Gold3   | 13× Platin13   | 2× Diamant2   | 199.000   | Einzelnachweise     |
| Portugal (AFP)                                                                               | 4× Gold4   | 3× Platin3     | —             | 50.000    | Einzelnachweise     |
| Spanien (Promusicae)                                                                         | 13× Gold13 | 84× Platin84   | —             | 4.930.000 | elportaldemusica.es |
| Uruguay (CUD)                                                                                | —          | 5× Platin5     | —             | 15.000    | Einzelnachweise     |
| Venezuela (APFV)                                                                             | 2× Gold2   | 3× Platin3     | —             | 40.000    | Einzelnachweise     |
| Vereinigte Staaten (RIAA)                                                                    | 4× Gold4   | 65× Platin65   | 5× Diamant5   | 7.970.000 | riaa.com            |
| Vereinigtes Königreich (BPI)                                                                 | Gold1      | —              | —             | 400.000   | bpi.co.uk           |
| Zentralamerika (CFC)                                                                         | Gold1      | 19× Platin19   | 4× Diamant4   | 1.895.000 | cfc-musica.com      |
| Insgesamt                                                                                    | 72× Gold72 | 366× Platin366 | 34× Diamant34 |           |                     |